# Wahlbezirk Österreich unter der Enns 36
Der Wahlbezirk Österreich unter der Enns 36 war ein Wahlkreis für die Wahlen zum Abgeordnetenhaus im österreichischen Kronland Österreich unter der Enns. Der Wahlbezirk wurde 1907 mit der Einführung der Reichsratswahlordnung geschaffen und bestand bis zum Zusammenbruch der Habsburgermonarchie.

## Geschichte
Nachdem der Reichsrat im Herbst 1906 das allgemeine, gleiche, geheime und direkte Männerwahlrecht beschlossen hatte, wurde mit 26. Jänner 1907 die große Wahlrechtsreform durch Sanktionierung von Kaiser Franz Joseph I. gültig. Mit der neuen Reichsratswahlordnung schuf man insgesamt 516 Wahlbezirke, wobei mit Ausnahme Galiziens in jedem Wahlbezirk ein Abgeordneter im Zuge der Reichsratswahl gewählt wurde. Der Abgeordnete musste sich dabei im ersten Wahlgang oder in einer Stichwahl mit absoluter Mehrheit durchsetzen. Der Wahlkreis Österreich unter der Enns 36 umfasste die Gemeinden Krems, Stein, Klosterneuburg, Korneuburg und Stockerau.
Aus der Reichsratswahl 1907 ging Emanuel Weidenhoffer als Sieger hervor. Er setzte sich in der Stichwahl durch. Bei der Reichsratswahl 1911 verlor Weidenhoffer sein Mandat in der Stichwahl an den Sozialdemokraten Anton Schlinger.

## Wahlen

### Reichsratswahl 1907
Die Reichsratswahl 1907 wurde am 14. Mai 1907 (erster Wahlgang) sowie am 23. Mai 1907 (Stichwahl) durchgeführt.
| Kandidat                                                                     | Partei                             | Wahlkreis- stimmen | Stimmen- anteil |
| ---------------------------------------------------------------------------- | ---------------------------------- | ------------------ | --------------- |
| Leopold Steiner                                                              | Christlichsoziale Partei           | 2993               | 36,4 %          |
| Emanuel Weidenhoffer                                                         | Deutsche Volkspartei               | 2904               | 35,3 %          |
| Anton Schlinger                                                              | Sozialdemokratische Arbeiterpartei | 2314               | 28,1 %          |
| Sonstige                                                                     |                                    | 20                 | 0,2 %           |
| Wahlberechtigte: 8777, Ungültige/Leere Stimmen: 128, Wahlbeteiligung: 95,2 % |                                    |                    |                 |

#### Stichwahl
| Kandidat                                                                     | Partei                   | Wahlkreis- stimmen | Stimmen- anteil |
| ---------------------------------------------------------------------------- | ------------------------ | ------------------ | --------------- |
| Emanuel Weidenhoffer                                                         | Deutsche Volkspartei     | 5063               | 62,5 %          |
| Leopold Steiner                                                              | Christlichsoziale Partei | 3033               | 37,5 %          |
| Wahlberechtigte: 8777, Ungültige/Leere Stimmen: 164, Wahlbeteiligung: 94,1 % |                          |                    |                 |

### Reichsratswahl 1911
Die Reichsratswahl 1911 wurde am 13. Juni 1911 (erster Wahlgang) sowie am 20. Juni 1911 (Stichwahl) durchgeführt.

#### Erster Wahlgang
| Kandidat                                                                     | Partei                             | Wahlkreis- stimmen | Stimmen- anteil |
| ---------------------------------------------------------------------------- | ---------------------------------- | ------------------ | --------------- |
| Emanuel Weidenhoffer                                                         | Deutsche Volkspartei               | 3117               | 36,3 %          |
| Anton Schlinger                                                              | Sozialdemokratische Arbeiterpartei | 2770               | 32,3 %          |
| Josef Leitner                                                                | Christlichsoziale Partei           | 2606               | 30,3 %          |
|                                                                              | Sonstige                           | 40                 | 0,5 %           |
| Wahlberechtigte: 9640, Ungültige/Leere Stimmen: 244, Wahlbeteiligung: 91,6 % |                                    |                    |                 |

#### Stichwahl
| Kandidat                                                               | Partei                             | Wahlkreis- stimmen | Stimmen- anteil |
| ---------------------------------------------------------------------- | ---------------------------------- | ------------------ | --------------- |
| Anton Schlinger                                                        | Sozialdemokratische Arbeiterpartei | 4468               | 53,9 %          |
| Emanuel Weidenhoffer                                                   | Deutsche Volkspartei               | 3817               | 46,1 %          |
| Wahlberechtigte: 9640, Ungültige Stimmen: 446, Wahlbeteiligung: 90,6 % |                                    |                    |                 |